# Vĩnh Tân, Vĩnh Cửu
Vĩnh Tân là một xã thuộc huyện Vĩnh Cửu, tỉnh Đồng Nai, Việt Nam.

## Địa lý
Xã Vĩnh Tân có vị trí địa lý:
- Phía đông giáp xã Cây Gáo và Sông Trầu, huyện Trảng Bom
- Phía tây giáp xã Tân An
- Phía nam giáp xã Bắc Sơn và xã Bình Minh, huyện Trảng Bom
- Phía bắc giáp xã Trị An và thị trấn Vĩnh An.

Xã Vĩnh Tân có diện tích 27,03 km², dân số năm 1999 là 13.428 người, mật độ dân số đạt 497 người/km².

## Hành chính
Xã Vĩnh Tân được chia thành 6 ấp: 1, 2, 3, 4, 5, 6.